# Welterbe in Sri Lanka

Zum Welterbe in Sri Lanka gehören (Stand 2016) acht UNESCO-Welterbestätten, darunter sechs Stätten des Weltkulturerbes und zwei Stätten des Weltnaturerbes. Sri Lanka ist der Welterbekonvention 1980 beigetreten, die erste Welterbestätte wurde 1982 in die Welterbeliste aufgenommen. Die bislang letzte Welterbestätte wurde 2010 eingetragen.
Daneben wurden zwei Einträge aus Sri Lanka auf die Repräsentative Liste des immateriellen Kulturerbes der Menschheit der UNESCO aufgenommen.

## Welterbestätten
Die folgende Tabelle listet die UNESCO-Welterbestätten in Sri Lanka in chronologischer Reihenfolge nach dem Jahr ihrer Aufnahme in die Welterbeliste (K – Kulturerbe, N – Naturerbe, K/N – gemischt, (G) – auf der Liste des gefährdeten Welterbes).
| Bild                                      | Bezeichnung                               | Jahr | Typ | Ref. | Beschreibung                                       |
| ----------------------------------------- | ----------------------------------------- | ---- | --- | ---- | -------------------------------------------------- |
| Heilige Stadt Anuradhapura                | Heilige Stadt Anuradhapura (Lage)         | 1982 | K   | 200  |                                                    |
| Alte Stadt Polonnaruwa                    | Alte Stadt Polonnaruwa (Lage)             | 1982 | K   | 201  |                                                    |
| Alte Stadt Sigiriya                       | Alte Stadt Sigiriya (Lage)                | 1982 | K   | 202  |                                                    |
| Naturschutzgebiet Sinharaja Forest        | Naturschutzgebiet Sinharaja Forest        | 1988 | N   | 405  |                                                    |
| Heilige Stadt Kandy                       | Heilige Stadt Kandy                       | 1988 | K   | 450  |                                                    |
| Altstadt von Galle und ihre Festungswerke | Altstadt von Galle und ihre Festungswerke | 1988 | K   | 451  | Historischer Stadtkern und Festung der Stadt Galle |
| Höhlentempel von Rangiri Dambulla         | Höhlentempel von Rangiri Dambulla         | 1991 | K   | 561  | Höhlentempel im Gebiet der Stadt Dambulla          |
| Zentrales Hochland von Sri Lanka          | Zentrales Hochland von Sri Lanka          | 2010 | N   | 1203 | mit dem Horton-Plains-Nationalpark                 |

## Tentativliste
In der Tentativliste sind die Stätten eingetragen, die für eine Nominierung zur Aufnahme in die Welterbeliste vorgesehen sind.
Derzeit (2020) sind drei Stätten in der Tentativliste von Sri Lanka eingetragen, die letzte Eintragung erfolgte 2020. Die folgende Tabelle listet die Stätten in chronologischer Reihenfolge nach dem Jahr ihrer Aufnahme in die Tentativliste.
| Bild | Bezeichnung | Jahr | Typ | Ref. | Beschreibung |
| --- | --- | ---- | --- | ---- | --- |
| Seruwila Mangala Raja Maha Vihara                                                                                  | Seruwila Mangala Raja Maha Vihara (Lage)                                                                           | 2006 | K   | 5083 | Tempel im Distrikt Trincomalee |
| Von Seruwila nach Sri Pada (Stätte des heiligen Fußabdrucks), Antike Pilgerroute entlang des Mahaweli in Sri Lanka | Von Seruwila nach Sri Pada (Stätte des heiligen Fußabdrucks), Antike Pilgerroute entlang des Mahaweli in Sri Lanka | 2010 | K   | 5531 | Antike Pilgerroute entlang des Mahaweli in Sri Lanka von dem Hafen von Seruwila bis zu dem Sri Pada (heiliger Fuß) auf dem Adam’s Peak, der von den einen als Fußabdruck des Buddha, von anderen als der des Gottes Shiva und wiederum von anderen als der von Adam gedeutet wird. |
| Antikes Ariyakara Viharaya im archäologischen Reservat Rajagala                                                    | Antikes Ariyakara Viharaya im archäologischen Reservat Rajagala                                                    | 2020 | K   | 6454 | |
| Stupa am Maligatenna-Felsen, Sri Lanka                                                                             | Buddhistische Meditationsklöster des antiken Sri Lanka                                                             | 2024 | K   | 6774 | vier archäologische Stätten: Ritigala, Manakanda, Arankele und Maligatenna |